# Distretto di Chao
Il distretto di Chao è uno dei tre distretti della provincia di Virú, in Perù. Si trova nella regione di La Libertad e si estende su una superficie di 1 077,15   chilometri quadrati.

Istituito il 28 dicembre 1961, ha per capitale la città di Chao e contava 42 638 abitanti nel censimento del 2005.